# なせばなるほど
『なせばなるほど』は、1994年4月7日 から1995年3月16日までNHK総合テレビで毎週木曜 20:00 - 20:40 (JST) に放送された科学をテーマにしたバラエティ番組である。『ウルトラアイ』や『くらべてみれば』の流れを受け継いた。後半からは、番組タイトルの前に『サイエンスショー』を冠するようになった。

## 出演者

### 司会
- 山下信（NHKアナウンサー）

### パネリスト
- 立川志の輔 - 後継番組『ためしてガッテン→ガッテン!』では司会を務めている。
- 杉田かおる